# Nuoto ai XVI Giochi del Mediterraneo - 400 metri misti maschili

## Record
Prima di questa competizione, il record del mondo (WR) e il record dei Giochi del Mediterraneo (GR) erano i seguenti:
|    | 4'03"84 | Michael Phelps Stati Uniti | 10 agosto 2008 Pechino, Cina   |
| GR | 4'14"34 | Oussama Mellouli Tunisia   | 26 giugno 2005 Almería, Spagna |

## Batterie
Lunedì 29 giugno 2009, alle 11:02, si tengono due batterie.
| #  | Batteria | Corsia | Atleta              | Nazionalità          | Tempo   | Note |
| -- | -------- | ------ | ------------------- | -------------------- | ------- | ---- |
| 1  | 2        | 4      | Luca Marin          | Italia               | 4'18"32 | Q    |
| 2  | 2        | 5      | Luca Angelo Dioli   | Italia               | 4'20"26 | Q    |
| 3  | 1        | 4      | Oussama Mellouli    | Tunisia              | 4'20"59 | Q    |
| 4  | 1        | 5      | Anthony Pannier     | Francia              | 4'20"98 | Q    |
| 5  | 2        | 3      | Javier Nunez Molano | Spagna               | 4'23"05 | Q    |
| 6  | 2        | 6      | Taki Mrabet         | Tunisia              | 4'23"32 | Q    |
| 7  | 1        | 2      | Ioannis Giannoulis  | Grecia               | 4'26"73 |      |
| 8  | 2        | 2      | Georgios Arymplias  | Grecia               | 4'31"72 | Q    |
| 9  | 1        | 3      | Raoul Shaw          | Francia              | 4'36"34 | Q    |
| 10 | 1        | 6      | Niksa Roki          | Croazia              | 4'37"59 |      |
| 11 | 2        | 7      | Ensar Hajder        | Bosnia ed Erzegovina | 4'41"24 |      |
| 12 | 1        | 7      | Jordan Yamine       | Marocco              | 4'48"63 |      |
| 13 | 2        | 1      | Georges Fatoul      | Libano               | 5'04"91 |      |

## Finale
La gara, che si svolge lunedì 29 giugno alle ore 18:48, viene vinta dal tunisino Oussama Mellouli che stabilisce il nuovo record dei Giochi con il tempo di 4'10"53.
| Posizione | Corsia | Atleta              | Paese   | Tempo   | Note |
| --------- | ------ | ------------------- | ------- | ------- | ---- |
|           | 3      | Oussama Mellouli    | Tunisia | 4'10"53 | GR   |
|           | 4      | Luca Marin          | Italia  | 4'13"58 |      |
|           | 5      | Luca Angelo Dioli   | Italia  | 4'15"13 |      |
| 4         | 6      | Anthony Pannier     | Francia | 4'20"76 |      |
| 5         | 7      | Taki Mrabet         | Tunisia | 4'28"45 |      |
| 6         | 1      | Georgios Arymplias  | Grecia  | 4'29"82 |      |
| 7         | 8      | Raoul Shaw          | Francia | 4'31"49 |      |
| DSQ       | 2      | Javier Nunez Molano | Spagna  |         |      |